# Векич, Марио
Ма́рио Ве́кич (хорв. Mario Vekić; 27 декабря 1982, Осиек) — хорватский гребец.
Занимается академической греблей с 1996 года, до этого серьёзно увлекался футболом, баскетболом и карате. В 1999 году на чемпионате мира среди юниоров в Пловдиве занял 13-е место в четвёрке распашной без рулевого. На домашнем чемпионате мира в Загребе в двойке парной с Анте Кушурином Векич завоевывает серебряную медаль, первыми были итальянцы Джузеппе Де Вита и Никола Морикони.
В Кубке мира дебютировал 30 мая 2003 года в заездах одиночек в рамках первого этапа Кубка в Люцерне. По состоянию на 2012 год участвовал в 19 этапах Кубка мира.
На Олимпийских играх в Пекине Марио и Анте в полуфинале заняли 4-е место, уступив будущим чемпионам австралийцам Дэвиду Краушею и Скотту Бреннану, словенцам Луке Шпику и Изтоку Чопу, новозеландцам Робу Уодделлу и Натану Коэну.
На чемпионате мира 2011 Векич выступил неудачно, занял 16-е место в одиночках и не смог получить путёвку на Олимпийские игры. Однако он завоевал «бронзу» на чемпионате Европы в Пловдиве.
Учился в Загребском университете. Тренеры — Драгутин Милинкович, Никола Бралич, Огнен Като. Выступает за клуб «Нова» из Загреба (хорв. Veslački klub Nova), ранее за «Младост» (хорв. Hrvatski akademski veslački klub Mladost), «Пургер» (хорв. Veslački klub Purger).
Векичу принадлежат два неофициальных рекорда Хорватии в академической гребле: в гонке на гребных эргометрах на дистанции 2 километра (5.53,7) и в одиночке (6.53,32; установлен на Croatia Open 2007).